# Gerrit Manssen
Gerrit Manssen (* 12. September 1959 in Leer, Ostfriesland) ist ein deutscher Jurist und Professor an der Universität Regensburg.

## Leben
Im Jahre 1978 legte Manssen das Abitur am Ubbo-Emmius-Gymnasium Leer ab. Anschließend folgte eine zweijährige Ausbildung zum Bankkaufmann bei der Deutschen Bank. Zwischen 1980 und 1986 studierte er Rechtswissenschaften an der Universität Regensburg, unterbrochen von einem Aufenthalt an der Universität Genf als Stipendiat des DAAD. Sein Erstes Juristisches Staatsexamen legte er 1986 ab, das zweite 1989. Im Anschluss hieran war Manssen als wissenschaftlicher Assistent am Lehrstuhl von Udo Steiner tätig, unter dem er 1990 zum Dr. jur. promoviert wurde. 1993 erfolgte seine Habilitation, mit der die venia legendi für die Fächer Staats-, Verwaltungs- und Sozialrecht einherging.
Im folgenden Wintersemester 1993/94 vertrat er einen Lehrstuhl für Öffentliches Recht an der Universität Münster, bevor er 1994 den Lehrstuhl für Öffentliches Recht, insbesondere Finanz- und Steuerrecht an der Universität Greifswald übernahm. Dort war er zwischenzeitlich für das Wintersemester 1995/96 sowie das folgende Sommersemester Prodekan der juristischen Fakultät. 1997 nahm er einen Ruf seiner Alma Mater auf den Lehrstuhl für Öffentliches Recht, insbesondere deutsches und europäisches Verwaltungsrecht, den Lehrstuhl seines Doktorvaters Steiner, an. Vom 1. Oktober 2000 bis zum 30. September 2002 war Manssen Dekan der juristischen Fakultät der Universität Regensburg. Vom 1. Februar 1996 bis zum 30. April 1997, als er den Ruf nach Regensburg annahm, war er zudem Richter am Oberverwaltungsgericht Greifswald.
Manssen ist Mitglied in zahlreichen Vereinigungen, so zum Beispiel in der Kommission zur Untersuchung von Vorwürfen wissenschaftlichen Fehlverhaltens oder der Forschungsstelle „Recht der Informationsgesellschaft“. Im Mai 2011 wurde ihm die Medaille der Universität Breslau anlässlich der 65-Jahr-Feier „für hervorragende Verdienste um die Förderung der Zusammenarbeit zwischen der Fakultät für Rechtswissenschaft der Universität Regensburg und der Fakultät für Rechts-, Verwaltungs- und Wirtschaftswissenschaften der Universität Wroclaw“ verliehen.